# Rio Pancas
Rio Pancas är ett vattendrag i Brasilien.   Det ligger i delstaten Espírito Santo, i den sydöstra delen av landet, 900 km sydost om huvudstaden Brasília.
Omgivningarna runt Rio Pancas är huvudsakligen savann. Runt Rio Pancas är det ganska tätbefolkat, med 134 invånare per kvadratkilometer.